# Tractat d'Ágreda (1281)
El Tractat d'Ágreda fou signat entre els dies 27 i 28 de març de 1281 entre el comte-rei de la Corona d'Aragó Pere el Gran i el rei de Castella Alfons X el Savi a Ágreda.
Pel tractat, Pere el Gran va obtenir d'Alfons X el Savi els castells de Pueyo i Ferrellón, el terme de Pozuelo i la Vall d'Aiora, i de Sanç de Castella, Requena i la sobirania sobre la senyoria d'Albarrasí un cop aquesta fos conquerida per Castella o Aragó, a canvi del reconeixement de Sanç com a hereu de la Corona de Castella. Hi havia també una clàusula secreta que establia un futur repartiment del regne de Navarra.